# Priapella
Il genere Priapella comprende 5 specie di piccoli pesci d'acqua dolce, appartenenti alla famiglia Poeciliidae.

## Distribuzione e habitat
Tutte le specie sono diffuse in Messico alcune come specie endemiche, altre diffuse anche verso sud. Abitano acque con corrente, poco vegetate e rocciose. Nuotano vicino al pelo dell'acqua per catturare insetti.

## Descrizione
Le specie del genere presentano un corpo allungato, compresso ai fianchi, a profilo vagamente romboidale. Il dorso è incurvato, così come il ventre, piuttosto pronunciato. La pinna dorsale è allungata e arrotondata, la coda è ampia e a delta. Il maschio è provvisto di un lungo gonopodio.
La livrea è tendenzialmente grigio trasparente, con scaglie orlate di scuro, sfumature gialle e riflessi azzurrini.

Le dimensioni variano tra i 4,5 e i 5 cm, secondo la specie.

## Etologia
Tendono a vivere in gruppo, spesso associate ad altri Peciliidi (Gambusia, Xiphophorus, Poecilia e altri) e a Astyanax mexicanus.

## Riproduzione
Come tutti i Peciliidi, la fecondazione è interna e la femmina cova le uova internamente, partorendo avannotti durante la schiusa.

## Alimentazione
Le Priapella hanno dieta tendenzialmente insettivora.

## Specie
Il genere comprende solamente 5 specie, l'ultima delle quali P. chamulae, scoperta e descritta nel 2006.
- Priapella bonita
- Priapella chamulae
- Priapella compressa
- Priapella intermedia
- Priapella olmecae